# Arenas de Iguña
Arenas de Iguña è un comune spagnolo di 1.830 abitanti situato nel centro della comunità autonoma della Cantabria, comarca di Besaya.

## Geografia fisica

### Territorio
Il territorio comunale, di natura collinare, si sviluppa entro la valle del fiume Besaya che da sempre rappresenta la via migliore per raggiungere la Costa cantabrica dalla Meseta.

## Storia
I ritrovamenti archeologici nel territorio comunale o nei paesi vicini evidenziano la presenza umana in queste terre già dal paleolitico, favorita dalla esistenza di grotte e caverne naturali. Numerose sono anche le testimonianze dei primi insediamenti stabili del periodo della civiltà castrense e della presenza romana durante le guerre cantabriche. I Romani, infatti, utilizzarono questa valle per le comunicazioni fra il litorale e la Meseta con la strada che univa Pisoraca, l'attuale Herrera de Pisuerga, a Portus Blendium, l'attuale Suances.
Nel medioevo la Valle del Besaya fu territorio realengo cioè soggetto al potere diretto del re che lo esercitava tramite propri corregidores (governatori) lasciando alle popolazioni alcune possibilità di autogoverno. Con l'avvento del feudalesimo queste possibilità furono represse perché i feudatari esercitarono il potere in modo autoritario ed oppressivo.
A metà del XIV secolo Arenas ed altri centri vicini dipendevano dalla Balia Sanjuanista de Poblacion de Campos di Palencia e le parrocchie pagavano le decime al monastero di San Salvador de Oña di Burgos, ma godevano di una certa autonomia che cessò quando il re di Castiglia Giovanni II elargì questo territorio in signoria ai marchesi Aguilar de Campos, conti di Castañeda, nella persona di Juan Garcia de Manrique. Questa signoria si protrasse fino alla fine del XVIII secolo quando il re riprese la giurisdizione su questi territori. Nel 1822 le varie località si riunirono nel comune costituzionale di Arenas de Iguña con gli attuali confini ed entro la provincia di Cantabria.

## Monumenti e luoghi d'interesse
- Parroquia de santa marina, chiesa parrocchiale di Cohinto dei secoli XV e XVI.
- Ermita de Santa Agueda del XVI secolo.
- Palacio de los Horillos del 1897-1904 che ha all'esterno le Esculturas orantes de los Acebedos del XVII secolo dichiarate bien de intéres cultural.
- Casa de Quevedo Bustamante del XVII secolo.
- Conjunto Arqueologico dela Espina de gallego, complesso archeologico di diverse località vicine con resti di castra e accampamenti militari romani risalenti al periodo delle guerre cantabriche. È dichiarato bien de intéres cultural.

## Società

### Evoluzione demografica
Come per altri piccoli centri cantabrici non industrializzati anche Arenas de Iguña è soggetto al fenomeno dell'invecchiamento e della diminuzione della popolazione passata dai 2.850 abitanti del 1950 ai 1.887 del 2005. Causa di ciò è la forte emigrazione di giovani che trovano più facilmente migliori offerte di lavoro in altre zone.

## Cultura

### Eventi
- N.tra S.ra del Carmen il 16 luglio.
- N.tra S.ra del camino l'8 settembre.
- Virgen del Moral il sabato successivo all'8 settembre.
- Los Marzas sono canti popolari effettuati da gruppi di ragazzi davanti alle case per espressione di cortesia o dietro elargizione di piccole ricompense; nel passato queste serenate si effettuavano il 1º marzo ad annunciare l'inizio della primavera ds cui deriva il nome. Oggi si fanno in occasione anche di altre date.

## Geografia antropica

### Suddivisioni amministrative
È costituito da 12 piccoli nuclei abitati, il maggiore dei quali è il capoluogo che dà il nome al comune e dista 48 km da Santander.

## Economia
La sua economia è basata sull'allevamento del bestiame soprattutto bovino, e sull'agricoltura. Il tasso di attività è del 39,1% del totale della popolazione e la distribuzione dei cittadini attivi secondo il settore d'impiego registra il 9,3% del totale nel settore primario, il 16,7% nell'edilizia, il 44,3% nel settore terziario (commerciale e alberghiero) e il 29,7% nell'industria; va però osservato che molti lavoratori dell'industria sono occupati nelle fabbriche di alcuni centri vicini, esistendo localmente solo piccole imprese artigiane ed una sola azienda di maggiori dimensioni attiva nella lavorazione e il commercio del latte vaccino.